# Gli uomini d'oro
Gli uomini d'oro è un film del 2019 diretto e montato da Vincenzo Alfieri.
Il film, con protagonisti Fabio De Luigi, Edoardo Leo e Giampaolo Morelli, è ispirato alla rapina alle Poste di Torino realmente avvenuta nel 1996, fatto già adattato per il cinema nel 2000 in Qui non è il paradiso.

## Trama
Nella Torino del 1996, Luigi è un impiegato delle poste che si vede sfumare davanti agli occhi l'agognata pensione anticipata a causa della riforma Dini. Decide quindi di vendicarsi e organizzare con l'amico Luciano e il collega Alvise una rapina al furgone portavalori che ha guidato per tutti quegli anni. Ma l'ingresso di alcuni criminali (il Lupo e Boutique) nel piano complica le cose.
La storia si compone di tre capitoli:
1. Il playboy
2. Il cacciatore
3. Il lupo

Il film si basa sulla vicenda vera della rapina alle Poste di Torino.

## Distribuzione
Il film è stato distribuito da 01 Distribution nelle sale cinematografiche italiane a partire dal 7 novembre 2019.

## Riconoscimenti
- 2019 – Noir in Festival
  - Candidatura al Premio Caligari

## Curiosità
I nomi dei protagonisti sono quelli di alcuni giocatori del passato di Torino e Juventus: Luigi Meroni e Alvise Zago sono stati due attaccanti del Torino, mentre Luciano Bodini fu il portiere di riserva della Juventus negli anni '80.